# Данельские
Данельские (пол. Danielski) — дворянский род.
Изображённый герб вместе с потомственным дворянством пожалован ВЫСОЧАЙШЕЮ Грамотою ГОСУДАРЯ ИМПЕРАТОРА И ЦАРЯ НИКОЛАЯ I, в 13 (25) день Марта 1845 года данною, бывшему Начальнику Варшавского Почтамта Статс-Референдарию Франциску Валентинову сыну Данельскому, за усердие к службе и преданность ПРЕСТОЛУ, равно племянникам его: Антону, Осипу, Клементию и Виктору и племянницам: Целине и Розалии, детям бывшего Комиссара Пултуского Обвода Ивана Данельского, который пожертвовал жизнью на пользу человечества, во время господствовавшей в том Обводе холеры.

## Описание герба
В голубом поле с золотою окраиною лань на лугу, обращённая вправо, с оливковою веткою во рту.
В навершии шлема три страусовые пера — среднее перо голубого цвета, а на нем серебряная шестиконечная звезда. Намёт голубой с золотым подбоем.